# Chouriço doce
Chouriço doce, ou simplesmente chouriço, é um doce típico das regiões sertanejas do Ceará, Piauí, Pernambuco, Paraíba e do Rio Grande do Norte, preparado à base de sangue de porco, farinha de mandioca, rapadura e temperos que podem ser gergelim, castanha de caju, leite de coco, erva-doce, cravo, canela, gengibre,  pimenta-do-reino entre outros.
É um prato de preparo bastante custoso pois leva normalmente mais de um dia para ficar pronto, dado seu longo cozimento. É encontrado no Seridó Oriental na região de Currais Novos, no estado do Rio Grande do Norte e na Serra de Santana. 
É um doce mantido por tradições culinárias familiares em regiões rurais, notadamente nos estados da Paraíba e Rio Grande do Norte. 
Distingue se do chouriço mineiro que é salgado e em forma de linguiça.